# Ołeh Olżycz

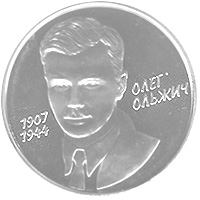
Ołeh Olżycz na monecie Ukrainy

Ołeh Olżycz (ukr. Олег Ольжич), właściwie Ołeh Kandyba (Кандиба), (ur. 25 czerwca?/8 lipca 1907 w Żytomierzu, zm. 10 czerwca 1944 w Sachsenhausen) – ukraiński poeta, archeolog, działacz Organizacji Ukraińskich Nacjonalistów (melnykowców). Syn Ołeksandra Ołesia.

## Życiorys
W latach 1917–1923 uczęszczał do szkoły średniej w miejscowości Puszcza Wodycja, koło Kijowa. W 1923 wyemigrował wraz z rodzicami do Czechosłowacji.
W latach 1924–1929 studiował w Ukraińskim Instytucie Pedagogicznym w Pradze, studiował też archeologię na Ukraińskim Wolnym Uniwersytecie w Pradze. Jesienią 1930 obronił pracę doktorską na temat Neolityczna ceramika Galicji.
W 1938 prowadził wykłady na Uniwersytecie Harvarda.
Od młodości działał w ukraińskim ruchu narodowym. W 1929 wstąpił do OUN. W 1937 kierował pracą referatu kulturalno-oświatowego OUN. W latach 1938–1939 brał aktywny udział w ustanawianiu Ukrainy Karpackiej oraz później w jej obronie.
Po wybuchu wojny sowiecko-niemieckiej w czerwcu 1941 powrócił na Ukrainę. W październiku 1941 został jednym z organizatorów Ukraińskiej Rady Narodowej w Kijowie.
W styczniu 1944, po aresztowaniu Andrija Melnyka przez Gestapo, objął stanowisko Prowidnyka OUN-M. 25 maja 1944 został aresztowany przez Gestapo we Lwowie i zesłany do obozu koncentracyjnego Sachsenhausen. Został tam zamordowany w nocy z 9 na 10 czerwca 1944 w czasie przesłuchania przez Gestapo.